# Benissanó
Benissanó, en valencien et officiellement, (Benisanó en castillan), est une commune d'Espagne de la province de Valence dans la Communauté valencienne. Elle est située dans la comarque du Camp de Túria et dans la zone à prédominance linguistique valencienne.

## Géographie

Localisation de Benissanó
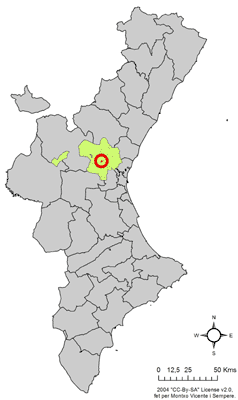
dans la Communauté valencienne.
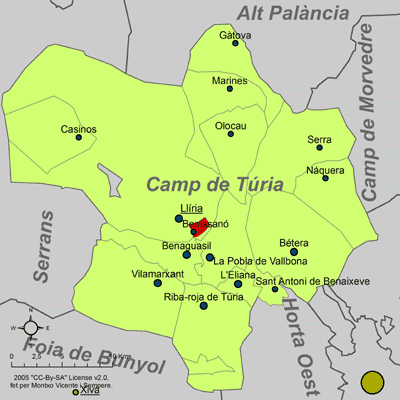
dans la comarque du Camp de Túria.

### Localités limitrophes
Le territoire communal est voisin de celui des communes de Llíria et Benaguasil, toutes deux situées dans la province de Valence.

## Démographie
| 1990  | 1992  | 1994  | 1996  | 1998  | 2000  | 2002  | 2004  | 2005  |
| ----- | ----- | ----- | ----- | ----- | ----- | ----- | ----- | ----- |
| 1.739 | 1.683 | 1.659 | 1.672 | 1.695 | 1.784 | 1.836 | 1.974 | 1.964 |

### Sources
- (es) Cet article est partiellement ou en totalité issu de l’article de Wikipédia en espagnol intitulé « Benisanó » (voir la liste des auteurs).